# Wiley Maple
Wiley Maple (Aspen, 25 maggio 1990) è uno sciatore alpino statunitense.

## Biografia
Maple ha fatto il suo esordio in gare FIS il 5 agosto 2005, giungendo 61º in uno slalom gigante disputato a Chapelco. Ha debuttato in Nor-Am Cup nella discesa libera di Big Mountain del 13 febbraio 2007, che non ha completato, e in Coppa Europa il 14 gennaio 2010 a Patscherkofel nella medesima specialità, classificandosi 41º. Il 21 febbraio successivo ha colto nella sua città natale il primo podio in Nor-Am Cup, piazzandosi 3º in supergigante.
Nella stagione 2010-2011 ha vinto la sua prima gara di Nor-Am Cup, la discesa libera di Lake Louise dell'8 dicembre, e ha esordito in Coppa del Mondo, il 15 gennaio nella discesa libera della Lauberhorn a Wengen in cui è stato 41º. Ha colto i primi primi punti in Coppa del Mondo in occasione del supergigante della Val Gardena del 16 dicembre 2011 (29º) e il 23 gennaio 2013 ha ottenuto il primo successo, nonché primo podio, in Coppa Europa, vincendo la discesa libera di Val-d'Isère.
Ai XXIII Giochi olimpici invernali di Pyeongchang 2018, sua prima presenza olimpica, si è classificato 30º nella discesa libera. Aveva annunciato il ritiro, dovuto a gravi infortuni, durante la stagione 2019-2020, ma dalla stagione 2022-2023 è tornato alle competizioni.

## Palmarès

### Coppa del Mondo
- Miglior piazzamento in classifica generale: 98º nel 2024

### Coppa Europa
- Miglior piazzamento in classifica generale: 24º nel 2024
- 1 podio:
  - 1 vittoria

#### Coppa Europa - vittorie
| Data            | Località    | Paese   | Specialità |
| --------------- | ----------- | ------- | ---------- |
| 23 gennaio 2013 | Val-d'Isère | Francia | DH         |

Legenda:

DH = discesa libera

### Nor-Am Cup
- Miglior piazzamento in classifica generale: 9º nel 2011
- Vincitore della classifica di discesa libera nel 2011
- 11 podi:
  - 3 vittorie
  - 5 secondi posti
  - 3 terzi posti

#### Nor-Am Cup - vittorie
| Data             | Località    | Paese       | Specialità |
| ---------------- | ----------- | ----------- | ---------- |
| 8 dicembre 2010  | Lake Louise | Canada      | DH         |
| 14 febbraio 2011 | Aspen       | Stati Uniti | DH         |
| 13 marzo 2016    | Aspen       | Stati Uniti | DH         |

Legenda:

DH = discesa libera

### South American Cup
- Miglior piazzamento in classifica generale: 5º nel 2024
- Vincitore della classifica di supergigante nel 2024
- 6 podi:
  - 3 vittorie
  - 3 secondi posti

#### South American Cup - vittorie
| Data              | Località | Paese | Specialità |
| ----------------- | -------- | ----- | ---------- |
| 26 settembre 2023 | Corralco | Cile  | DH         |
| 27 settembre 2023 | Corralco | Cile  | DH         |
| 28 settembre 2023 | Corralco | Cile  | SG         |

Legenda:

DH = discesa libera

SG = supergigante

### Australia New Zealand Cup
- Miglior piazzamento in classifica generale: 14º nel 2011
- 1 podio:
  - 1 terzo posto

### Campionati statunitensi
- 3 medaglie[2]:
  - 1 oro (discesa libera nel 2015)
  - 2 bronzi (discesa libera nel 2011; discesa libera nel 2012)

### Campionati statunitensi juniores
- 1 oro (discesa libera nel 2008)[3]